# Інн (річка)
Інн (нім. Inn, ромш. En) — річка у Швейцарії, Австрії та Німеччині. Права притока Дунаю. 
Найвищою точкою його водозбірного басейну є вершина Піц-Берніна на висоті 4049 м н.рюм.. 
Енгадін, долина Ен, є єдиною швейцарською долиною, води якої дренуються до Чорного моря (через Дунай).
- Довжина 517 км
- Сточище 25700 км²
- Середня витрата води в гирлі — близько 730 м³/сек.

Бере початок на схилах Ецтальських Альп, поблизу Санкт-Моріца в Енгадіні, регіоні названому за річкою, яку тут називають Ен (En). Вона утворюється із кількох джерел в районі перевалу Малоя на південному заході від озера Лунгін на висоті 2484 м.
Із середини течії до самого Дунаю, формує кордон між Німеччиною (Баварією) та Австрією (Верхньою Австрією).
У місті Пассау Інн нарешті впадає у Дунай (так само як і річка Ільц). Хоча Інн має більший середній стік ніж Дунай, коли вони сходяться у Пассау, Інн усе ж вважається притокою Дунаю, який є довшим, дренує більші площі й має послідовніший потік.

## Каскад ГЕС
На річці побудовано наступні ГЕС: ГЕС Мартіна, ГЕС Праделла (також використовує ресурс річки Спол), ГЕС Браунау-Сімбах, ГЕС Ерінг-Фрауенштейн, ГЕС Егльфінг-Обернберг, ГЕС Шердінг-Нойхаус, ГЕС Пассау-Інглінг, ГЕС Джеттенбах, ГЕС Тегінг, ГЕС Нойеттінг, ГЕС Імст, ГЕС Кірхбіхль, ГЕС Обераудорф-Еббс, ГЕС Нуссдорф.

## Цікаві факти
Серед багатьох містечок на річці відзначимо Браунау-на-Інні у Австрії, місце народження Адольфа Гітлера, і Марктл-на-Інні у Баварії, Німеччина, де народився папа Бенедикт XVI.
| Німеччина | Це незавершена стаття з географії Німеччини. Ви можете допомогти проєкту, виправивши або дописавши її. |

| Австрія | Це незавершена стаття з географії Австрії. Ви можете допомогти проєкту, виправивши або дописавши її. |

| Швейцарія | Це незавершена стаття з географії Швейцарії. Ви можете допомогти проєкту, виправивши або дописавши її. |